# Каратал (Актогайський район)
Карата́л (каз. Қаратал) — село у складі Актогайського району Карагандинської області Казахстану. Входить до складу Нуркенського сільського округу.
Населення —  (2021; 120 у 2009, 174 у 1999, 293 у 1989).
Національний склад станом на 1989 рік:
- казахи — 100 %.

До 1996 року село називалось Калініно, мало також назву Калінін.